# Antirrhinum grosii
Boca de dragón de Gredos, Antirrhinum grosii es una especie de la familia de las plantagináceas. 

## Descripción
Hierba vivaz con cepa leñosa, glandular-pubescente. Tallos de hasta 40 (-50) cm, más o menos tendidos. Hojas ovadas, obtusas, opuestas en la parte inferior y alternas en la superior, de hasta 35 x 20 mm, cortamente pecioladas. Flores dispuestas en racimos alargados; cáliz de 5 sépalos ovado-lanceolados de 6-8 mm; corola personada de color blanco, con nervios rojizos en la garganta, de 30-35 mm de longitud. Fruro en cápsula que se abre en 2 poros apicales. Florece de junio a agosto.

## Hábitat
Bastante frecuente en los altos paredones de los macizos central y occidental de Gredos. Se trata de un endemismo rupícola exclusivo de la Sierra de Gredos, de la que tal vez es su planta más emblemática.

## Distribución
Centro de la península ibérica.

## Taxonomía
Antirrhinum grossi fue descrita por Font Quer.
Etimología
Antirrhinum: nombre genérico que deriva de las palabras griegas anti = "como" y rhinon = "nariz," a causa de que las flores parecen apéndices nasales.